# Модели Осипкова — Мерритта
Модели Осипкова — Мерритта (по имени Л.П. Осипкова и Д. Мерритта) — математическое представление сферических звёздных систем 
(галактик, звёздных скоплений, шаровых звёздных скоплений, и т.д.). Формула Осипкова — Мерритта создаёт однопараметрическое семейство функций распределения в фазовом пространстве, определяющих заданный профиль плотности (распределение звёзд) в заданном гравитационном потенциале (в котором звёзды движутся). Плотность и потенциал не обязательно должны быть самосогласованными. Свободный параметр показывает степень анизотропии скоростей, от изотропности до почти радиального движения. Метод является обобщением формулы Эддингтона для построения изотропных сферических моделей.
Метод был независимо разработан двумя исследователями. Во второй работе включены два дополнительных семейства (тип IIa, b) с тангенциально анизотропными движениями.

## Вывод
Согласно теореме Джинса фазовая плотность распределения звёзд f должна выражаться в терминах изолирующих интегралов движения, в сферической системе это энергия E и угловой момент J. В модели Осипкова-Мерритта
{\displaystyle f=f(Q)=f(E+J^{2}/2r_{a}^{2}),}
где ra, "радиус анизотропии", является свободным параметром. При этом f является постоянной на поверхности сфероидов в пространстве скоростей, поскольку
{\displaystyle 2Q=v_{r}^{2}+(1+r^{2}/r_{a}^{2})v_{t}^{2}+2\Phi (r),}
где vr, vt являются компонентами скорости, параллельными и перпендикулярными к радиус-вектору r, а Φ(r) является гравитационным потенциалом.
Плотность ρ является интегралом по скоростям от f:
{\displaystyle \rho (r)=2\pi \int \int f(E,J)v_{t}dv_{t}dv_{r},}
что можно записать в виде
{\displaystyle \rho (r)={2\pi  \over r^{2}}\int _{\Phi }^{0}dQf(Q)\int _{0}^{2r^{2}(Q-\Phi )/(1+r^{2}/r_{a}^{2})}dJ^{2}\left[2(Q-\Phi )-(J^{2}/r^{2})(1+r^{2}/r_{a}^{2})\right]^{-1/2}}
или
{\displaystyle \rho (r)={4\pi  \over 1+r^{2}/r_{a}^{2}}\int _{\Phi }^{0}dQ{\sqrt {2(Q-\Phi )}}f(Q).}
Это уравнение имеет форму интегрального уравнения Абеля и может быть обращено так, что получится выражение для f относительно ρ:
{\displaystyle f(Q)={{\sqrt {2}} \over 4\pi ^{2}}{d \over dQ}\int _{Q}^{0}{d\Phi  \over {\sqrt {\Phi -Q}}}{d\rho ^{'} \over d\Phi },\ \ \ \ \ \rho ^{'}(\Phi )=\left[1+r(\Phi )^{2}/r_{a}^{2}\right]\rho \left[r(\Phi )\right].}

## Свойства
Согласно выкладкам, аналогичным представленным выше, дисперсии скоростей в модели Осипкова — Мерритта удовлетворяют соотношению
{\displaystyle {\sigma _{r}^{2} \over \sigma _{t}^{2}}=1+{r^{2} \over r_{a}^{2}}.}
Движения являются почти радиальными ({\displaystyle \sigma _{r}\gg \sigma _{t}}) при {\displaystyle r\gg r_{a}} и почти изотропными ({\displaystyle \sigma _{r}\approx \sigma _{t}}) при {\displaystyle r\ll r_{a}}. Это полезное свойство модели, поскольку звёздные системы, сформировавшиеся при гравитационном коллапсе, обладают изотропными ядрами и радиально-анизотропными оболочками.
Если ra принимает слишком маленькое значение, то f может быть отрицательным при некотором Q. Это следствие того факта, что модели сферической массы не всегда могут быть воспроизведены только радиальными орбитами. Поскольку число звёзд на орбите не может быть отрицательным, то значения ra, создающие отрицательное f, не имеют физического смысла. Этот результат можно использовать для ограничения максимальной степени анизотропии в сферических моделях галактик.
В работе 1985 года Мерритт определил два дополнительных семейства моделей ("тип II"), обладающих изотропными ядрами и тангенциально-анизотропными оболочками. Для обоих семейств выполняется предположение
{\displaystyle f=f(E-J^{2}/2r_{a}^{2})}.
В моделях типа IIa орбиты становятся круговыми при r=ra и остаются такими при всех больших радиусах.
В моделях типа IIb звёзды за  ra двигаются по круговым орбитам с различными эксцентриситетами, хотя движение всегда смещено к круговому. В обоих семействах дисперсия тангенциальных скоростей испытывает скачок при увеличении r за ra.
C. M. Каролло и др. (1995) вывели ряд наблюдательных свойств моделей Осипкова — Мерритта I типа.

## Применение
Примеры применения моделей Осипкова — Мерритта включают
- моделирование звёздных скоплений,[6] галактик,[7] гало тёмной материи [8] и скоплений галактик[9];
- построение анизотропных моделей галактик для исследования динамической неустойчивости.[10][11]